# Test della Kobayashi Maru
Nell'universo di Star Trek, il test della Kobayashi Maru è un test caratteriale consistente in una simulazione di addestramento dell'Accademia della Flotta Stellare ideato per mettere alla prova le capacità di comando e il carattere del cadetto in situazioni senza soluzione. Questo test viene mostrato nel film Star Trek II - L'ira di Khan (1982) e di nuovo nel film Star Trek del 2009. Il nome potrebbe essere ispirato all'incidente nucleare occorso alla nave giapponese Daigo Fukuryu Maru nel 1954 che prima di cambiare nome era battezzata Kotoshiro Maru.
Il 6º episodio della serie animata di Nickelodeon per Paramount+ Star Trek: Prodigy si intitola proprio Kobayashi Maru.

## Descrizione
Nella simulazione i cadetti hanno i ruoli di ufficiali di plancia e stanno pattugliando la Zona Neutrale Klingon; viene ricevuta una chiamata di soccorso dall'astronave Kobayashi Maru, una nave da carico civile che ha colpito una mina gravitazionale. Nei pressi della nave in pericolo si stanno posizionando anche gli incrociatori klingon. Il capitano della nave soccorritrice deve decidere se salvare la Kobayashi Maru, violando il trattato con i Klingon entrando nella Zona Neutrale e ingaggiando una battaglia, o abbandonare la nave al suo destino. In entrambi i casi non c'è possibilità di vittoria.
Il test costituisce la sequenza iniziale del film del 1982, e solo alla fine della simulazione viene rivelato allo spettatore che si tratta di un test, e l'ammiraglio James T. Kirk spiega che si tratta di una prova senza possibilità di vittoria, volta a valutare la reazione dei cadetti nei confronti della morte.
Nello stesso film, in una scena nella quale il capitano Kirk, la scienziata Carol Marcus e il dottor David Marcus, figlio di Kirk, oltre ad alcuni tecnici del Progetto Genesis, si rifugiano nelle viscere di un asteroide che ne ospita la fase 3, in una situazione apparentemente senza via d'uscita, Kirk racconta di essere stato l'unico cadetto nella storia dell'Accademia ad aver superato il test, dopo aver segretamente riprogrammato il computer per rendergli possibile vincere. Kirk afferma di aver ricevuto un encomio per "originalità tattica" (in inglese original thinking), e difende la sua azione sostenendo di non credere nelle "situazioni non vincenti". Nella scena l'attore Shatner mangia una mela, esattamente come Chris Pine durante il test nel film Star Trek, diretto da J. J. Abrams nel 2009. 
A conclusione del film L'ira di Khan, è Spock, morente nella camera di curvatura, dopo aver salvato l'Enterprise, a citare il test della Kobayashi Maru, dicendo di non averlo mai sostenuto, e chiedendo a Kirk cosa ne pensasse della sua soluzione. Si tratta di un evidente riferimento alla morte che avrà più spazio e maggiore ampiezza psicologica dopo la morte di David Marcus e nel film Rotta verso l'ignoto, in cui il test Kobayashi Maru viene direttamente identificato con la morte. Da un dialogo nelle prigioni di Rura Penthe, dove McCoy e Kirk sono esiliati dopo l'incriminazione per l'assassinio del cancelliere Gorkon, il medico, facendo il tipico gesto della gola tagliata, pronuncia il nome della nave. 
Nel film del 2009 viene resa sullo schermo la storia di questo aneddoto: Kirk, allora cadetto all'accademia, modifica i parametri della simulazione per riuscire a superare la prova altrimenti impossibile. L'escamotage di Kirk viene attivato, in modo non spiegato nella versione cinematografica ma esplicitato nelle scene tagliate, da una semplice comunicazione all'infermeria. A seguito di questo fatto, Spock, programmatore della simulazione, sospettando la manomissione di Kirk, porta la questione davanti al consiglio. Durante la riunione Spock spiega che la simulazione serve a mettere alla prova il comportamento di un cadetto davanti a una situazione senza vie d'uscita, di fronte alla quale un capitano deve mantenere il controllo su sé stesso e sul suo equipaggio.
Informazioni sulla nave Kobayashi Maru per come riportate sul monitor della simulazione in Star Trek II: L'ira di Khan: 
- Classificazione: Classe III, Neutronica, nave per il trasporto di combustibile
- Registro: Amber, Tau Ceti IV
- Comandante: Kojiro Vance
- Equipaggio: 81
- Passeggeri: 300
- Tonnellaggio di portata lorda: 147.943
- Capienza del cargo: 97.000 tonnellate
- Lunghezza: 237 metri
- Larghezza: 111 metri
- Altezza: 70 metri
- Massima velocità di crociera: curvatura 3
- Massima velocità di emergenza: curvatura 6